# Castello di Simigni
Il castello di Simigni si trova a Gualdo Cattaneo e venne costruito nel 1103 da Seminio, membro della famiglia dei conti di Collazzone. Nel 1322 venne fortificato con una torre e mura difensive. Nel 1363 fu conquistato da Niccolò da Montefeltro con la sua Compagnia del Cappelletto , prima compagnia di ventura italiana . Nel 1389 il castello passò sotto la dominazione della famiglia Trinci, nel 1410 a Braccio Fortebracci per poi ritornare nuovamente ai Trinci. Ora il castello appartiene a privati.
ATTENZIONE ERRORE !
Questa pagina cita come Castello di Simigni la foto pubblicata, ma quella foto rappresenta il borgo di Gualdo Cattaneo con la Rocca in primo piano!